# Kamisli és Haszaka ostroma
Kamisli és Haszaka ostroma a baath párti kormány kezén lévő Kamisli és Haszaka megostromlása volt, melyeket az AANES Asayish erői indítottak. Az ostrom állítólag arra adott válasz volt, hogy a szíriai kormány megtiltotta a mozgást és csökkentette az ellátmányt Aleppo YPG-kézen lévő Sheikh Maqsoud és Ashrafieh kerületekben, valamint az SDF kezén lévő Shahba régióban megszorításokat vezetett be.
Az ostrom központja a Haszakai Biztonsági Doboz illetve Kamisli Halko és al-Tayy környéke volt, ahol megakadályozták, hogy a szíriai kormány csapatai illetve a számukra küldött utánpótlás és üzemanyag bejusson a városokba. Az ostrom 2021. január 10-én kezdődött, miután a felek egy csomó kérdésben nem tudtak megegyezni, többek között az AANES rabok szabadon bocsátásáról.

## Ostrom
Január 10-én az Asayish erők elkezdték blokkolni a városokba tartó élelmiszereket, egyéb utánpótlásokat, vizes tankereket, megállították az oda igyekvő munkásokat és tanulókat is. Haszakában letartóztattak 3 magas rangú szíriai katonát. Azt követelték a damaszkuszi kormánytól, hogy engedjen szabadon 450 SDF foglyot, vonja ki a seregeit az AANES által ellenőrzött területekről, és biztosítsa a szociális alapokat, az orvosi ellátást és az oktatást.
Január 23-án elharapóztak az összecsapások a két fél között, miközben a kormányoldal 6 katonája megsebesült. Az NDF szerint az egyik ellenőrző pontjukat megtámadták, miközben az Asayish azt állítja, az NDF támadta meg az ő egyik ellenőrző pontjukat. Az összecsapások éjjel is folytatódtak, miközben az aktivisták szerint az NDF egyik katonáját megölték.
Január 31-én az Asayish Haszakában tüzet nyitott egy kormánypárti, az ostromot elítélő virrasztásra, ahol egy rendőrt megöltek, egy rendőrt és 6 civilt pedig megsebesítettek.
Február 2-án az Asayish katonái és a kormány erők megállapodásra jutottak. Felszámolták a kormánykézen lévő Kamisli és Haszaka külső részeinek az ostromát, a két fél pedig nekiállt egy megállapodás létrehozatalának, mely alapján véget lehet vetni az Aleppo területeit és környékét érintő kormányzati megszorításoknak.

## Lásd még
- Haszakai csata (2016)